# Norges håndboldforbund
Norges håndboldforbund (norsk: Norges Håndballforbund, NHF) er det norske håndboldforbund. Det blev stiftet 2. maj 1937. NHF er medlem af Norges Idrettsforbund (NIF), Det Internationale Håndboldforbund (1946-) og Det Europæiske Håndboldforbund (1991-).
De bestyrer Norges
Da håndboldforbundet blev stiftet fandtes der kun to klubber med officielt aktive håndboldgrupper, Sportsklubben Arild og Ullern skiklubb.

## Regionale forbund
Norges håndboldforbund er opdelt i syv regioner:
| - Region Innlandet med hovedsæde i Lillehammer - Region Midt-Norge med hovedsæde i Trondheim - Region Nord med hovedsæde i Tromsø - Region Øst med hovedsæde i Strømmen, Skedsmo | - Region Sørmed hovedsæde i Drammen - Region Sørvest med hovedsæde i Stavanger - Region Vest med hovedsæde i Bergen |

## Ledere

### Formænd og præsidenter
Formænd
- 1937–1940 – Øyvind Mørch Smith, Spk Arild
- Strejke blandt idrætsfolk
- 1945–1946 – Øyvind Mørch Smith, Spk Arild
- 1946–1948 – Ole Moksnes, Spk Arild
- 1948–1950 – Øyvind Mørch Smith, Spk Arild
- 1951–1955 – Einar Kaspersen, Bækkelaget SK
- 1956–1958 – Ole Moksnes, Spk Arild
- 1958–1962 – ???
- 1962–1966 – Laila Schou Nilsen, Grefsen IL
- 1966– ??? – Odd Svartberg, ??
- ??? –1973 – ???

Præsidenter
- 1973–1979 – Carl Egil Wang, HK Herulf
- 1979–1985 – Thorleif Gange, Nordstrand IF
- 1985–1999 – Tor Lian, Støren Spk
- 1999–2004 – Karl-Arne Johannessen, Tertnes IL (1999–2003), Askøy HK (2003–2004)
- 2004–2009 – Arne S. Modahl, Vestby HK
- 2009–2015 – Karl-Arne Johannessen, Gjerdrum IL
- 2015– – Kåre Geir Lio, IK Junkeren

### Generalsekretærer
- Thor Sjøman (1961–1984)
- Niels Hertzberg (1984–2003)
- Per Otto Furuseth (2003–2011)
- Erik Langerud (2011–)[1]